# Baggeboda
Baggeboda este o arie protejată (arie specială de conservare — SAC, sit de importanță comunitară — SCI) din Suedia întinsă pe o suprafață de 6 ha, integral pe uscat.

## Localizare
Centrul sitului Baggeboda este situat la coordonatele 56°16′36″N 14°28′44″E / 56.2767°N 14.479°E.

## Înființare
Situl Baggeboda a fost declarat sit de importanță comunitară în decembrie 1998 pentru a proteja un număr necunoscut de specii din flora spontană și fauna sălbatică aflate în arealul zonei. Situl a fost protejat și ca arie specială de conservare în martie 2011.

## Biodiversitate
Situată în ecoregiunea continentală, aria protejată conține 1 habitat natural: Taiga vestică.
La baza desemnării sitului se află un număr nedeclarat de specii protejate.